# Wyspa Pasieka

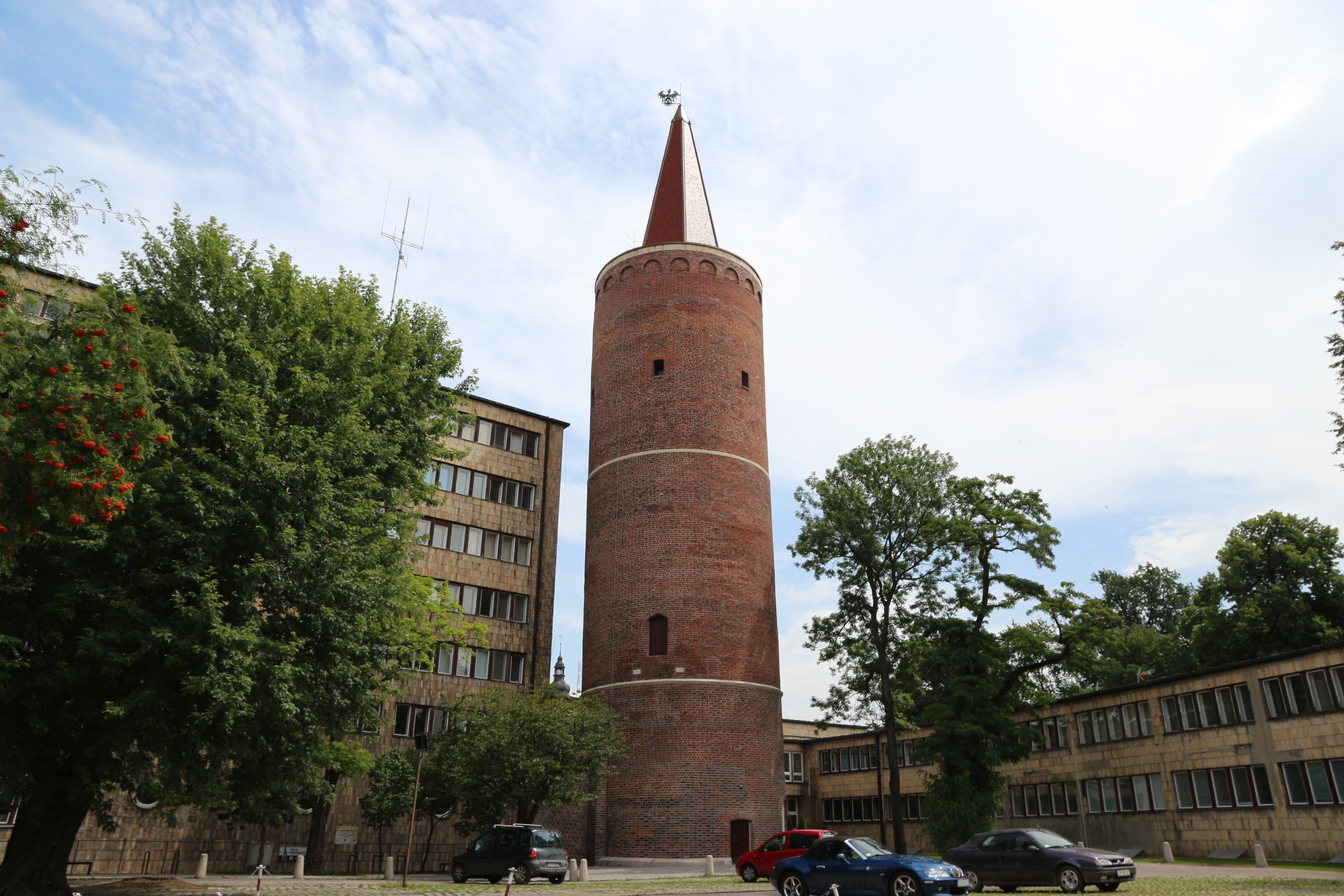
Urząd Wojewódzki i Wieża Piastowska

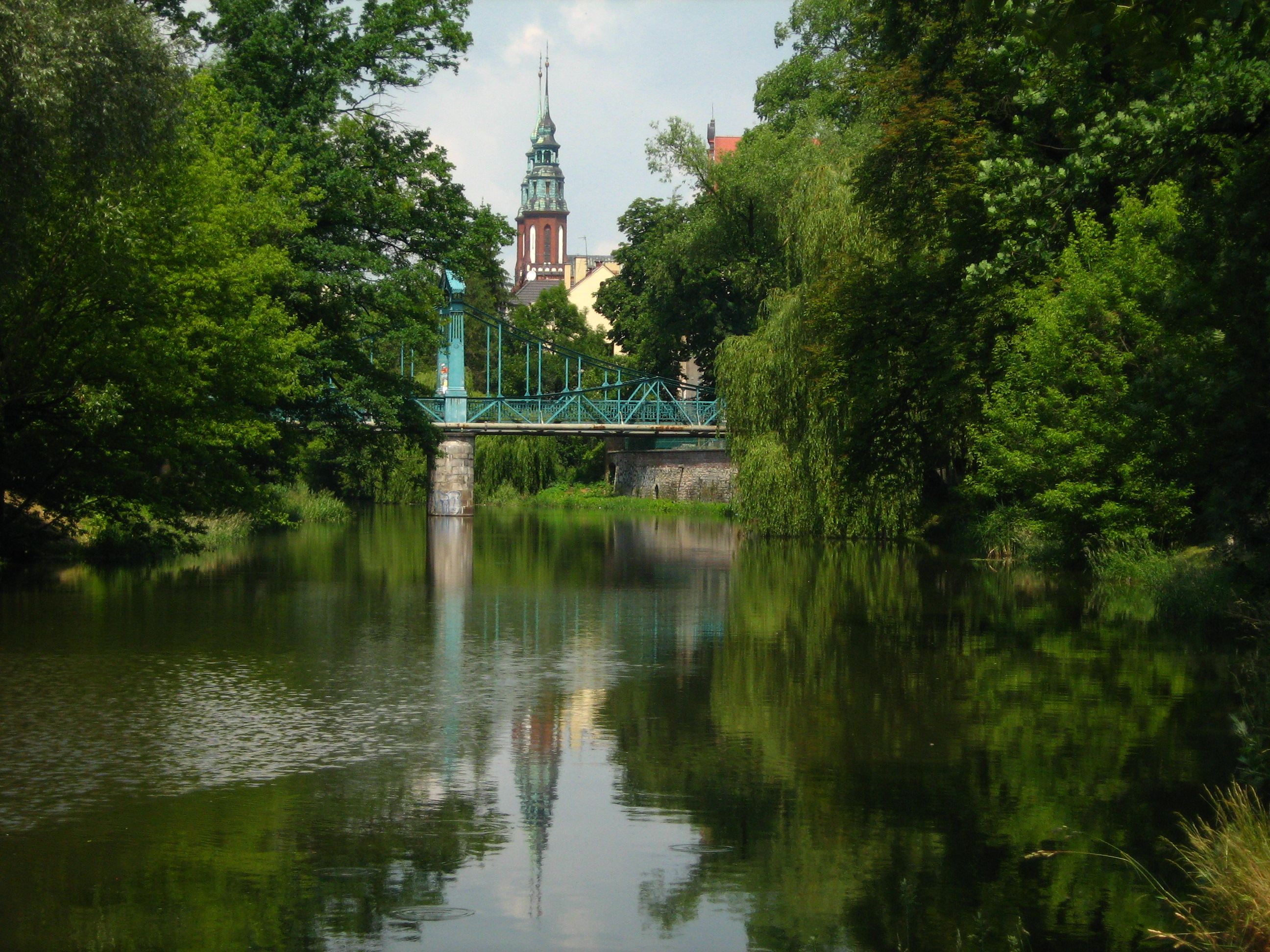
Kładka nad Młynówką (tzw. Most Groszowy)

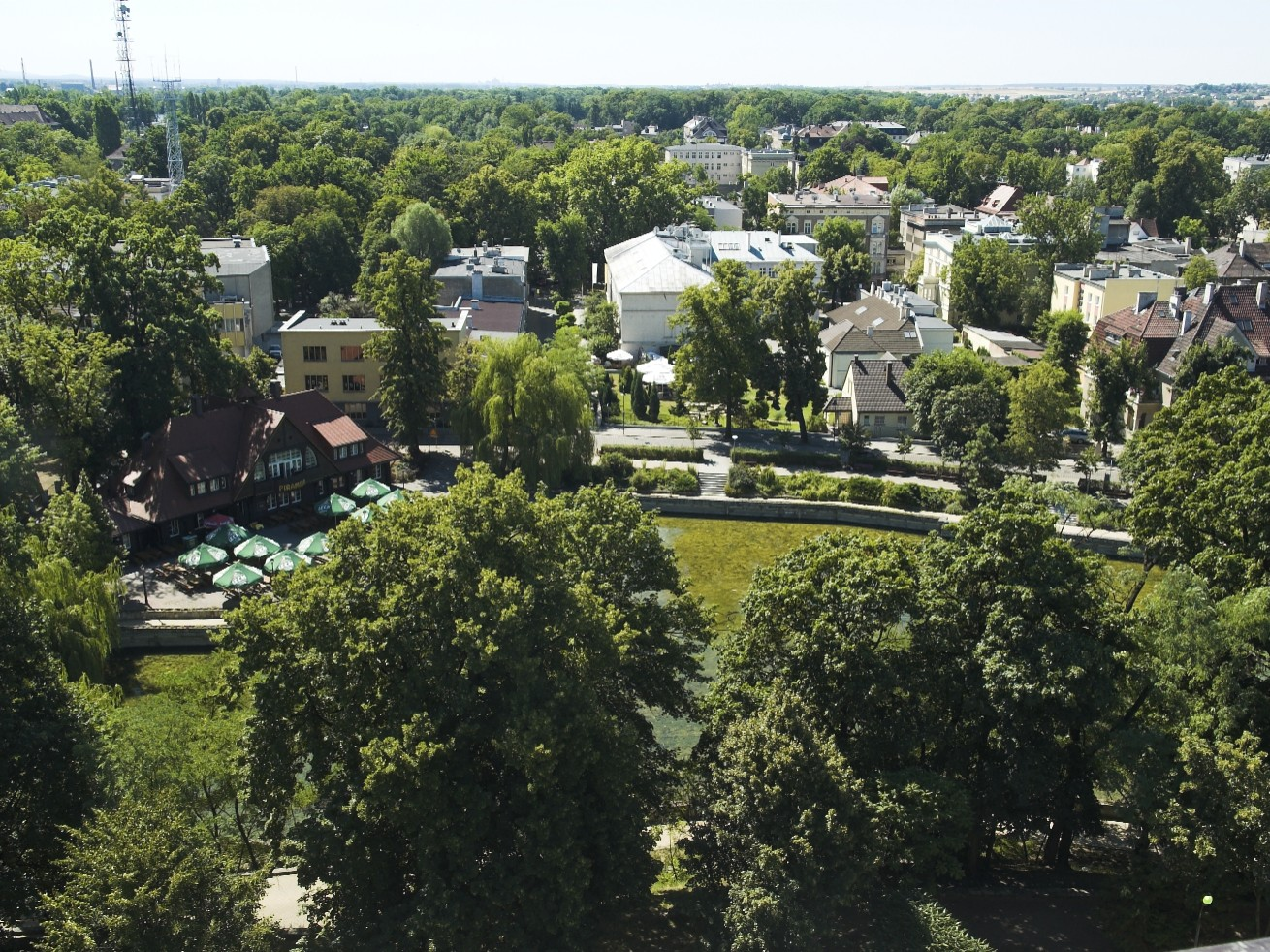
Staw Zamkowy i widok ogólny na Pasiekę

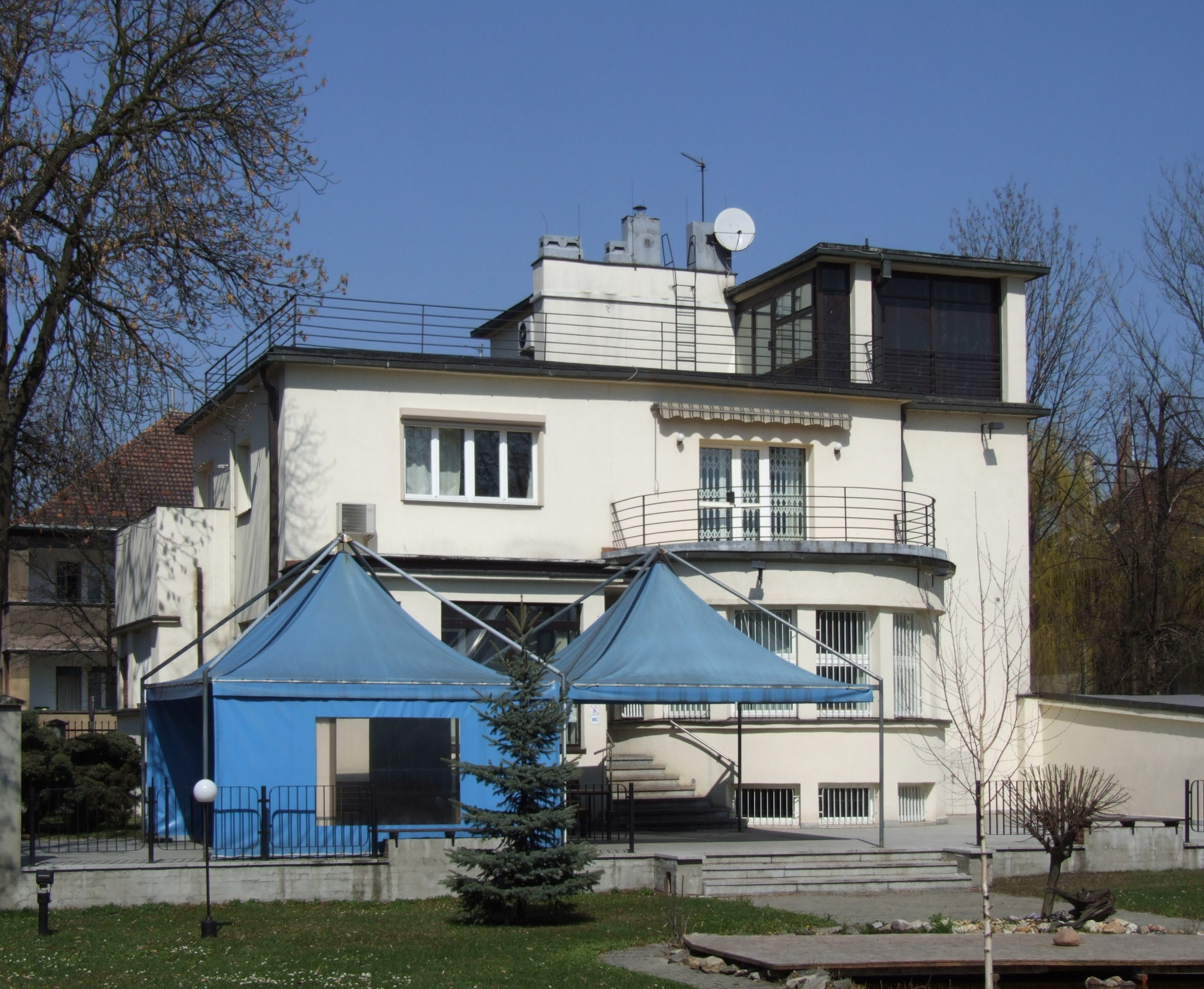
Konsulat niemiecki

Pasieka (niem. Pascheke) – wyspa (pow. 45 ha) w Opolu, ograniczona od zachodu rzeką Odrą, od wschodu Młynówką; ponad 1900 mieszkańców, dojazd autobusami MZK linii nr 5, 9, 13, 15 i N. Z Zaodrzem połączona Mostem Piastowskim, natomiast z Wyspą Bolko pieszym mostem nad śluzą „Bolko”; ze Śródmieściem połączona mostami nad Młynówką: przy ul. Katedralnej, ul. Zamkowej oraz ul. Wojciecha Korfantego, a także pieszą kładką (tzw. „Most Groszowy”) wychodzącą na ul. Wolfganga Amadeusa Mozarta.
Pasieka powstała w 1600 roku, gdy Odra zmieniła swój bieg po powodzi. W 1824 r. powstała na Pasiece kolonia Wilhelmsthal, która później stała się częścią Opola. Nazwa kolonii upamiętnia rejencyjnego rzeczoznawcę budowlanego (niem. Regierungsbaurat) Wilhelma Krausego. W czerwcu 1858 r. z inicjatywy prezydenta rejencji opolskiej von Pücklera założone zostało Towarzystwo Upiększania Opola (Oppelner Verschönerungsverein), którego działalnością energicznie kierował radca rejencyjny Ludwig Sack. Zaczęto od urządzania parku na Pasiece, a w następnym etapie stała się ona miejscem budownictwa willowego.
Pasieka, wraz ze starym miastem, stanowi historyczną część Opola, jednak w granicach miasta znajduje się dopiero od 1891 roku. Na Pasiece znajduje się wiele instytucji, urzędów i obiektów, m.in.:
- Amfiteatr Tysiąclecia, w którym co roku w czerwcu odbywa się Krajowy Festiwal Piosenki Polskiej oraz szereg „nocy filmowych” organizowanych podczas wakacji przez Miejski Ośrodek Kultury w Opolu,
- Wieża Piastowska – pozostałość po Zamku Piastowskim, rozebranym na początku lat 30. XX wieku,
- Staw i Park Zamkowy przy ul. Norberta Barlickiego,
- Domek Lodowy,
- lodowisko Toropol,
- Opolski Urząd Wojewódzki,
- Urząd Marszałkowski Województwa Opolskiego,
- Konsulat Republiki Federalnej Niemiec,
- Biblioteka Główna Uniwersytetu Opolskiego,
- Wojewódzka Biblioteka Publiczna[2],
- Instytut Śląski w Opolu[3],
- budynek główny Wyższej Szkoły Zarządzania i Administracji w Opolu,
- siedziba Nowej Trybuny Opolskiej[4],
- Państwowa Szkoła Muzyczna I i II stopnia im. Fryderyka Chopina,
- Młodzieżowy Dom Kultury, wraz z kinem „Studio”[5],
- siedziba Radia Opole[6],
- budynek byłej siedziby konsulatu RP (1931–1939).

Północna i środkowa część Pasieki objęte są strefą płatnego parkowania. Główną ulicą dzielnicy jest ul. Piastowska. Północny kraniec Wyspy, Ostrówek, jest kolebką opolskiego osadnictwa – tam w średniowieczu istniał gród obronny Opolan.